# عمار داوود
عمار داوود (انگلیسی: Amar Daoud؛ زادهٔ ۲۲ اوت ۱۹۶۷) بازیکن هندبال اهل الجزایر بود.